# Kaple svatého Karla Boromejského (Telč)
Kaple sv. Karla Boromejského stojí na návrší nad Telčí, při červeně značené turistické cestě na Vanov. Okolo prochází trasa naučných stezek Lipky a Otokara Březiny. Je chráněna jako kulturní památka České republiky.

## Historie
Osmibokou kapli zasvěcenou sv. Karlu Boromejskému nechala okolo roku 1670 na své náklady postavit hraběnka Františka Slavatová (1609–1676). Autorem kaple je Stefan Perti. Místo pro stavbu nebylo vybráno náhodně. Dne 13. října 1652/1653 zde měl do jedné z vlčích jam spadnout hraběnčin syn Jan Karel Jáchym (1641–1712), z níž ho vytáhli sedláci z Vanova. V říjnu 1672 hraběnka založila fundaci k údržbě kaple, kterou svěřila jezuitské koleji v Telči, kde byl tehdy rektorem Martin Rolle. V roce 1784 za josefinských reforem došlo ke zrušení kaple, ale o dva roky později ji zakoupila Marie Johanna Lichtensteinová a obnovila ji. Do roku 1945 měl údržbu na starost telčský velkostatek, po roce 1945 připadla státu. Od roku 1990 je v majetku města Telč.
Dne 26. září 1961 byl v kapli bleskem zabit telčský kaplan R.D. Vladimír Koukal, který se do ní ukryl před bouřkou (byl novoknězem, od jeho svěcení v den jeho smrti uplynuly pouze tři měsíce a jeden den).

## Popis
Vlčí jáma, do které Karel Jáchym spadl, byla upravena do podoby Božího hrobu, neboť právě zde končila křížová cesta z Telče. Nad ní pak došlo k vystavění kaple s předsíňkou, do níž vede trojice vchodů. Větší z nich ústí přímo do kaple, oba menší naopak do spodní části. V kapli se nachází oltář s obrazem od neznámého autora. Na stropě došlo na výslovné hraběnčino přání k vyobrazení oné události z roku 1653.